# Juncus heterophyllus
Juncus heterophyllus är en tågväxtart som beskrevs av Léon Dufour. Juncus heterophyllus ingår i släktet tåg, och familjen tågväxter. IUCN kategoriserar arten globalt som nära hotad. Inga underarter finns listade i Catalogue of Life.

## Bildgalleri

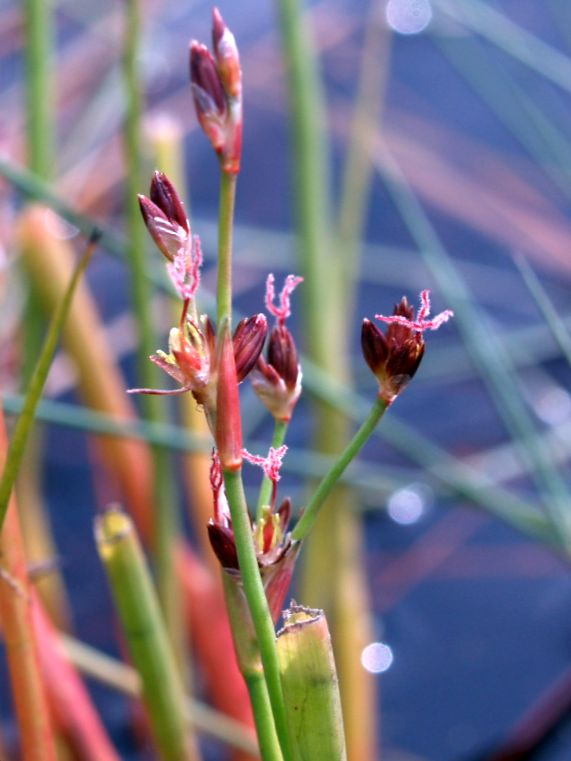